# Arthur Winston
Arthur Winston (ur. 22 marca 1906 w Okemie, Oklahoma, zm. 13 kwietnia 2006 w Los Angeles), pracownik transportu publicznego Los Angeles, Afroamerykanin.
Urodzony na kilkanaście miesięcy przed nadaniem Oklahomie statusu 46. stanu USA, przeniósł się do Los Angeles jako 12-latek. W 1924 zatrudnił się po raz pierwszy w przedsiębiorstwie transportowym – Pacific Electric Railway. Pracował do 1928, powrócił do tej firmy po sześcioletniej przerwie w 1934 i pozostał już z nią związany aż do emerytury. Ze względów rasowych nie zrealizował swoich planów pracy w charakterze kierowcy lub mechanika. Zajmował się myciem pojazdów, początkowo trolejbusów, potem autobusów. 
Zapisał się w kronikach przedsiębiorstwa transportowego Los Angeles – zmieniającego w czasie jego pracy kilkakrotnie nazwę (Metropolitan Transit Authority, Southern California Rapid Transit District, Los Angeles County Metropolitan Transportation Authority, popularnie Metro) – jako wzorowy pracownik. Zawsze punktualny, przestrzegający zasad bezpieczeństwa pracy, jedyny nieplanowany wolny dzień wziął na pogrzeb żony. Prawa emerytalne nabył w czerwcu 1971, ale zdecydował się pozostać w firmie i kontynuował pracę jeszcze prawie 35 lat. W wieku 99 lat był zwierzchnikiem 11-osobowej ekipy czyścicieli autobusów.
Jego zaangażowanie i etykę zawodową dostrzegło nie tylko kierownictwo Metro, które nadało w 1997 jego imię jednej z linii autobusowych w Los Angeles. W 1996 Winston otrzymał nadany przez Kongres USA i prezydenta Billa Clintona honorowy tytuł "Pracownika stulecia". W archiwach Departamentu Pracy USA figuruje jako najbardziej wydajny pracownik amerykański w historii.
Przeszedł na emeryturę w dniu swoich setnych urodzin. Został uroczyście pożegnany przez przedsiębiorstwo, w którym przepracował łącznie 76 lat. Planów aktywnej emerytury nie zrealizował, zmarł niespełna miesiąc później.
Przez 63 lata jego żoną była Frances Smith. Pobrali się w 1925, żona zmarła w 1988. Doczekali się czworga dzieci.